# Heidi Hulan
Heidi Alberta Hulan es una política y diplomática canadiense. Ha sido embajadora de Canadá en Austria desde 2017.

## Educación
Hulan es licenciada en filosofía y ciencias políticas por la Universidad McGill.

## Carrera
Hulan ha sido Ministra Consejera y Jefa de la Sección Política en la Misión Permanente de Canadá ante las Naciones Unidas en Nueva York y entre 2010 a 2013 fue representante permanente adjunta de Canadá ante la OTAN. También se ha desempeñado como embajadora y representante permanente ante las Organizaciones Internacionales en Viena, y desde 2017 ha sido embajadora de Canadá en Austria.